# Sancourt (Eure)
Sancourt è un comune francese di 154 abitanti situato nel dipartimento dell'Eure nella regione della Normandia.

## Società

### Evoluzione demografica
Abitanti censiti